# Dürrenbach (Gaflenzbach)
Der Dürrenbach, auch Dürnbach (alt Dirnbach), teils auch insbesondere am Oberlauf Altrappelsbach, Ursprungbach oder Aschachbach genannt, ist ein kleiner linker Zufluss der Gaflenz bei Weyer im Ennstal in Oberösterreich.

## Lauf und Landschaft
Der Bach entspringt im Bergland der westlichsten Ybbstaler Alpen, südöstlich von Weyer am Hegerberg-Kamm, aus mehreren, teils nur episodisch wasserführenden Waldbächen, wobei (im Kamm Ost nach West) meist insbesondere derjenige vom Wasserkopf Altrappelsbach, der vom Hochdreizipf Hüttgrabenbach, der vom Försterkogel Ursprungbach, der vom Hochrauhschotter Aschachbach genannt werden (teilweise aber auch untereinander vertauscht, oder als Oberlauf genannt). Sie vereinigen sich letztendlich bei Waldhütte. 
Der Bach rinnt dann nordwärts und erreicht das Tal von Pichl, das ostwärts über die Pichlhöhe (Saurüssel) hinüber ins Ybbstal leitet. Hier mündet der Grundhartnergraben ein. Richtung Nordwesten geht der Bach dann nach Mühlein, wo der  Mühleiner Bach vom Brenntenberg mündet, und dann nach Weyer. Hier mündet er im Ortszentrum nach etwa 7 Kilometer Lauf ab Waldhütte von links in die Gaflenz, die kurz danach in die Enns einläuft.